# Palača Zecca, Benetke
Palača Zecca v Benetkah (italijansko Zecca di Venezia) je stavba iz 16. stoletja v Benetkah v Italiji, v kateri je bila nekoč kovnica Beneške republike. Zgrajena med letoma 1536 in 1548 je močno rustikalno kamnito strukturo, prvotno z le dvema nadstropjema, zasnoval Jacopo Sansovino namesto prejšnje kovnice, da bi zagotovili varnost pred požarom in zadostno zaščito za skladišča srebra in zlata. Giorgio Vasari jo je smatral za najboljšo, najbogatejšo in najmočnejšo Sansovinovo zgradbo (»...bellissimo, ricchissimo, e fortissimo edificio de' suoi è la Zecca di Venezia...«).
Proizvodnja kovancev se je nadaljevala po padcu Beneške republike leta 1797, vendar je prenehala leta 1852 v drugem obdobju avstrijske prevlade (1814–1866). Stavba je bila pozneje adaptirana in je od leta 1872 do 1900 služila kot sedež Gospodarske zbornice. Od leta 1904 je v njej glavni del knjižnice Biblioteca Marciana, katere zgodovinska sosednja stavba je danes večinoma muzej.

## Zgodovinsko ozadje
Prejšnja kovnica, ki je bila v župniji San Bartolomeo čez Canal Grande od trga Rialto, je bila zaprta, zemljišče pa je vlada leta 1112 prodala. Dokument v zvezi s prodajo kaže, da je mesto od takrat zasedla kovnica že od 'antike', morda od prvega kovanja lokalnega kovanca, karolinškega srebrnega denierja, izdanega v imenu cesarja Ludvika Pobožnega. Dokazi kažejo na kasnejšo prekinitev kovanja v sredini 12. stoletja, v tem času se zdi, da so za lokalne transakcije uporabljali veronske kovance, medtem ko so bili bizantinski kovanci uporabljeni za trgovino na dolge razdalje. Lokalno kovanje se je nadaljevalo, ko je bil prvič izdan vojvodski kovanec v času vladavine Vitale II. Michiela (vladal 1156–1172)  in se je znatno povečal, ko je bil uveden grosso.
Nova kovnica srebra je omenjena kot že prisotna na Trgu svetega Marka v resoluciji Velikega sveta iz leta 1278. Lokacija, nasproti Doževe palače, je olajšala nadzor ustreznega magistrata, Sveta štiridesetih in zagotovila večjo varnost. Prav tako je sledila dolgoletni tradiciji v Italiji, da je kovnica, kot simbol davčne avtonomije in gospodarske blaginje, locirana v bližini sedeža vlade. Ločena zlata kovnica, verjetno ob obstoječi kovnici srebra, je bila ustanovljena leta 1285 po uvedbi dukata. V razpravi Velikega sveta iz istega leta se omenja kot Zecca, iz arabskega samostalnika sikka, kar pomeni "umri". Do leta 1290 se je ime uporabljalo tudi za kovnico srebra, ki je bila prej znana pod izrazom Moneta. 
Sčasoma so se ti objekti kovnice razširili in dodala nadstropja, ko se je povečalo povpraševanje po kovancih. Reuwichev lesorez (Mainz, 1486) in gravura de' Barbarija (Benetke, 1500) prikazujeta kovnico kot eno, trinadstropno stavbo z dvoriščem zadaj.  Stavba je omejena z vseh strani: na zahodu s kanalom, na severu z romarskim domom iz 10. stoletja, na vzhodu z vrsto gostišč in mesno tržnico, na jugu pa z nizom stojnic, ki so jih prokuristi sv. Marka de supra dali v najem prodajalcem klobas in sira.
Pomisleki glede varnosti v kovnici so se pojavili, ko je julija 1532 izbruhnil požar. Po inšpekciji doža Andrea Grittija (vladal 1523–1538), da bi preveril pogoje, je Svet desetih, magistrat, odgovoren za obrambo vitalnih državnih interesov, 4. decembra 1535 sklenil, da je treba celotno kovnico obnoviti s kamnitimi oboki. da bi odpravili uporabo lesenih tramov. Ta odločitev je sovpadala s potrebo po dodajanju peči in povečanju proizvodnje po posvetovanju Sveta desetih leta 1526, ki je zavezal vladne urade, dislocirane v podrejenih mestih na celini, da sprejmejo samo beneško valuto, s čimer se uradno poslovanje dejansko nadomesti z lokalnimi valutami. Poleg tega je bilo treba izboljšati varnost, ko so po letu 1528 v kovnici začeli sprejemati obrestne zasebne depozite kot sredstvo za povečanje ponudbe srebra za kovanje.
Za zasnovo nove kovnice so bili pregledani trije projekti in Svet desetih je 28. marca 1536 naročilo podelil Jacopu Sansovinu. Arhitekt je kot proto (arhitekt svetovalec in upravnik stavb) prokuristov sv. Marka de supra že nadzoroval zadnje faze gradnje Procuratie vecchie na Markovem trgu po smrti svojega predhodnika Pietra Bona, toda kovnica je bila njegovo prvo večje naročilo v Benetkah.

## Stavba

### Gradnja

#### 1536-1548
Neodvisno od potrebe po večji požarni zaščiti in varnosti ter prostora za povečano proizvodnjo je bila kovnica namenjena simbolizaciji finančnega okrevanja Benetk po letih lakote in vojne. Bil je sestavni del renovacije Urbis, obsežen arhitekturni program, ki se je začel pod dožem Andreo Grittijem, da bi izrazil obnovljeno samozavest Benetk in ponovno potrdil njen mednarodni prestiž po porazu pri Agnadellu med Kambrejsko vojno in poznejšem Bolonjskem miru, ki je odobril habsburško hegemonijo na italijanskem polotoku ob koncu vojne lige Cognac. Program, ki je vključeval knjižnico (1537) in ložo ob zvoniku (1538), je zahteval preoblikovanje trga svetega Marka iz zastarelega srednjeveškega mestnega jedra s prodajalci hrane, menjalnicami denarja in celo stranišči v klasični forum. Namen je bil obuditi spomin na staro Rimsko republiko in po oplenitvi Rima leta 1527 predstaviti Benetke kot pravo naslednico Rima. Sansovinovo razumevanje Vitruvijevih načel in njegovo neposredno poznavanje starorimskih prototipov, pridobljeno iz časa v Rimu, sta zagotovila strokovno znanje, potrebno za uveljavitev programa.
Da bi zbral 5000 dukatov, namenjenih za gradnjo, je Svet desetih odobril osvoboditev sužnjev na Cipru, takrat v beneški posesti, v višini 50 dukatov na glavo. Podobno so bila zbrana dodatna sredstva v letih 1539 in 1544. Na koncu je gradnja kovnice za približno šestkrat presegla začetno oceno stroškov.<ref|Howard, Jacopo Sansovino..., p. 39, 42 in 169</ref>
Gradnja se je začela leta 1536 in zdi se, da je glede na pomen kovnice ni ovirala finančna stiska v času osmansko-beneške vojne (1537–1540). Ker kovanja ni bilo mogoče prekiniti, so morala dela potekati po delih, začenši z oglarno na severni strani. Za zaščito konstrukcije pred plimovanjem je bila raven tal dvignjena za približno 1 meter. Leta 1539 je bilo sklenjeno, da se sirarnice in prodajalne klobas ob nabrežju vključijo v novo strukturo, da bi fasadi kovnice dali več dostojanstva, hkrati pa tudi razširili zgornje nadstropje nad trgovine in zagotovili dodaten prostor za kovnico zlata, ki  je bila zgoraj. Toda zaradi varnostnih razlogov so bile trgovine leta 1588 prestavljene. Arkade v pritličju, ki so bile prvotno odprte za olajšanje komercialnih dejavnosti, so bile obzidane, prostor pa je bil priključen kovnici. Gradnja je bila končana leta 1548.

#### 1558 in naprej
Prvotna Sansovinova stavba je imela le dve etaži z nizkim podstrešjem zgoraj, osvetljenim z majhnimi pravokotnimi okni. Toda podstrešje je v poletnih mesecih postalo neuporabno zaradi vročine sonca na svinčeni strehi zgoraj in peči spodaj. Leta 1558 je Svet desetih posledično odobril gradnjo dodatnega nadstropja, ki naj bi se plačalo s preostalimi sredstvi. Čeprav so se s Sansovinom verjetno posvetovali glede tehničnih in strukturnih vidikov, je malo verjetno, da je dejansko zasnoval najvišje nadstropje.

### Arhitektura

#### Lega
Zaradi potrebe po zagotavljanju tekočega kovaškega dela med gradnjo je bila najverjetneje ohranjena osnovna postavitev prejšnje kovnice, dejavnosti pa so se ob gradnji novih odsekov za trenutek preselile. Prostor v pritličju, obrnjen proti laguni, ločen od preostalega dela stavbe s stopniščem in dolgim hodnikom, ki povezuje dovod vode ob kanalu in kopenski vhod na Piazzetto, so zasedle pisarne uradnikov srebra in peči za taljenje in ulivanje srebra. V zadnjem delu je bilo ob straneh pravokotnega dvorišča nameščenih dvajset delavnic za izdelavo srebrnikov. Sansovino je te delavnice zasnoval kot majhne prostore, tako da bi tesno postavljeni zidovi zagotavljali ustrezno podporo težkim kamnitim obokom. Na skrajni strani dvorišča so bila skladiščaglja. Pod pločnikom je bila zgrajena cisterna za zbiranje deževnice, do vode je bil dostop skozi vodnjak s kipom Apolona, ki ga je naročil Danese Cattaneo. Zgornje nadstropje, namenjeno kovanju zlatnikov, je bilo podobno urejeno, vendar z večjimi in s tem manj delavnicami. 

#### Fasada
Da bi izrazil občutek nepremagljivosti, ki ustreza funkciji kovnice, je Sansovino za pritličje uporabil močno rustiko, ki se je razširila na dorski red v nadstropju. V Benetkah je takšno kombinacijo težkega istrskega apnenca in klasičnih redov uporabil že Mauro Codussi za San Michele in Isola (začetek 1469) in v bolj utišani obliki za Palazzo Corner Spinelli (1497–1500). Vendar je verjetno, da so Sansovina navdihnila starodavna Porta Maggiore v Rimu, zgrajena pod Klavdijem in načrti Giulija Romana za portal v vili Madama (1519) ter za njegovo lastno rezidenco v Macel de' Corvi (1523–1524), porušena 1902), s katerimi je bil Sansovino seznanjen iz svojega drugega obdobja v Rimu (1516–1527. Pomembno je, da je Sebastiano Serlio v svoji sedmi knjigi o arhitekturi Tutte l'opere d'architettura et propetiva menil, da je rešitev čisto izrezanih kapitelov in baz s surovimi, rustikalnimi stebri predstavljala veliko moč in je primerna za trdnjavo.
Okna na dorskem nivoju, prvotno zaščitena s težkimi železnimi rešetkami, so tesno prilegana med vpete stebre brez izpostavljene površine, kar ustvarja vtis, da so globoko vrezana v debelo steno in še dodatno prispevajo k občutku neprebojnosti. Učinek je okrepljen z masivnimi, štrlečimi prekladami zgoraj. Nadstropje, ki je bilo kasneje dodanao, uporablja jonski red in čeprav nadaljuje z rustifiko, so izpostavljene stene okoli oken in občutljivi timpanoni zgoraj, ki so bolj značilni za stanovanjsko arhitekturo, v nasprotju z zasnovo prvotne strukture in zmanjšujejo celoten občutek masivnosti.

#### Vhod
Močno rustičen vhodni portal, obkrožen z dvema telamonoma, ki podpirata dorsko ogredje, je bil pozneje vključen v sedemnajsto arkado knjižnice. V nastalem prehodu sta bila postavljena dva ogromna kipa, ki sta ju izklesala Girolamo Campagna in Tiziano Aspetti.

## Osebje in uradniki kovnice

### Produkcija
Kovna dejavnost je nihala skozi vse leto glede na razpoložljivost plemenitih kovin in komercialne potrebe trgovcev, najbolj intenzivna pa je bila spomladi in zgodaj poleti, ko so nemški trgovci po staljenju snega v Alpah prinesli srebro in zlato v mesto in odhajajoče flote trgovskih galij, ki so zahtevale velike količine kovancev za trgovino na vzhodu.
Število zaposlenih se je posledično spreminjalo, a poleg plačanih gastaldi (delovodja), fabri (kovači, ki kujejo matrice), intaidori (graverji), pexadori (tehtalci) in fanti (nekvalificirani delavci z drobnimi opravili), je osebje rutinsko vključevalo kvalificirane delavce, plačane po učinku: afinadori (rafinerji), fondadori (livarji, ki so ulivali prazne diske), mendadori (kontrolorji, ki so nadzorovali predpisana odstopanja teže) in stampadori (kovači, ki so stiskali kovance) tako za kovnico srebra (spodnje nadstropje) in kovnico zlata (zgornje nadstropje). Ocene srednjeveške kovnice ocenjujejo, da je delovna sila približno 225 posameznikov, zaradi česar je bila kovnica drugi največji posamezni delodajalec za Arsenalom, ladjedelnicami, ki jih je upravljala država.

## Poznejša predelava

### Gospodarska zbornica
Kovanje se je nadaljevalo tudi po padcu Beneške republike leta 1797, in prenehalo leta 1852 v drugem obdobju avstrijske vladavine (1814–1866). Leta 1872 je Gospodarska zbornica vzela stavbo v najem in o tem podpisala najemno pogodbo za 29 let. Za pripravo stavbe na novo funkcijo in namestitev pisarn je bila od leta 1870 do 1872 izvedena obsežna obnova, ki je vključevala vstavljanje oken v pritlične arkade na dvorišču. Na fasadi so bile odstranjene železne rešetke oken v zgornjih nadstropjih. Rezultat v zvezi z okni v prvem nadstropju je močno kritiziral umetnostni zgodovinar Camillo Boito, ki je opozoril, da so bile težke štrleče preklade zamišljene z železnimi rešetkami pod njimi kot enotna celota, da bi fasadi dali občutek trdnosti in neprepustnosti. Brez spremljajočega železa kot vizualne podpore so bile preklade videti negotovo uravnotežene, okna pa so bila »nerodna rana na očeh, brez vsake zdrave pameti« (una bruttura goffa e priva di senso comune). Boito je bil prav tako kritičen do sprememb, ki so bile narejene za premikanje glavnega vhoda za javnost na glavno fasado ob obali. Od devetih slepih arkad, zasnovanih kot serija, so bile osrednje tri odprte, da bi ustvarile vizualno žarišče in označile vstop. Toda v zgornjih nadstropjih ni bilo ustrezne osrednje točke, zaradi česar je stavba izgubila občutek enotnosti. Prvotni videz fasade je bil ponovno vzpostavljen, ko so bile leta 1892 odprte preostale arkade.

### Biblioteca Marciana
Leta 1900, potem ko je Gospodarska zbornica izjavila, da je pripravljena izprazniti stavbo pred iztekom najemne pogodbe, je italijanska vlada sprejela odločitev, da bo zgradbo uporabila za knjižnico Biblioteca Marciana. Takrat je bila zbirka kodeksov in knjig v nekdanji dvorani velikega sveta v Doževi palači, ki so jo leta 1811 preselili iz zgodovinske stavbe knjižnice. Vendar pa je bila palača neprimerna za potrebe knjižnice. Prostora je bilo premalo, zbirka pa je bila neprijetno razpršena po različnih prostorih in hodnikih, s povečano nevarnostjo kraje. Obiskovalci, ki so si ogledovali palačo, so rutinsko motili bralce, ki so bili zaprti v majhni, slabo osvetljeni sobi. Najpomembneje je, da se je zbirka z okoli 50.000 zvezkov leta 1811 povečala na okoli 400.000, teža knjig pa je ogrozila strukturno celovitost palače: leta 1897 je bilo treba več prostorov okrepiti in popraviti poškodbe. Naslednje leto je komisija treh arhitektov pregledala stavbo in ugotovila, da ne morejo zagotoviti njene prihodnje stabilnosti.
Sčasoma so bile obravnavane različne alternativne lokacije, vključno z nekdanjim samostanom San Zaccaria, Ca' Corner in Ca' Rezzonico. Predlog za uporabo Zecce je prvi podal knjižničar Carlo Castallani leta 1885 in pridobil podporo beneškega župana Filippa Grimanija ter beneškega senatorja in zgodovinarja Pompea Molmentija, ki je posredoval pri vladi. Arhitekturni projekt za adaptacijo stavbe je izdelal krajevni urad Ministrstva za javna dela po nasvetu uprave knjižnice.
Glede na nujno potrebo po odstranitvi zbirke iz palače so dela potekala hitro. Oddelke, ki jih je postavila Gospodarska zbornica za ustvarjanje posameznih pisarn, so odstranili, da bi imeli velika odprta skladišča za knjige. Čitalnico za tiskane knjige so ustvarili na dvorišču tako, da so prostor prekrili s strešnim oknom v lesu in steklu ter vgradili ogrevanje. Vodnjak je bil odstranjen in prvotni tlak pokrit. Naročena je bila nova oprema, orehove mize in stoli. Čitalnica rokopisov je bila postavljena na območju, ki so ga prvotno zasedle peči za srebro. V ta namen so iz palače pripeljali knjižne police in jih prilagodili novim prostorom. Druge knjižne police so preoblikovali za sobo v prvem nadstropju, kjer naj bi hranili rokopise. Zbirka je bila prenesena med 12. avgustom in 18. septembrom 1904, knjižnica pa je bila odprta za javnost 19. decembra 1904. Pred uradno inavguracijo 27. aprila 1905 so bili oboki poslikani s tematikami, ki beležijo zgodovino knjižnice.